# 爆笑問題×さまぁ〜ず ザ・クレイジートーク
『爆笑問題×さまぁ〜ず ザ・クレイジートーク』（ばくしょうもんだいさまぁ〜ず ザ・クレイジートーク）はTBS系列で不定期に放送されていたトーク番組で、爆笑問題とさまぁ〜ずの冠番組である。

## 概要
爆笑問題とさまぁ〜ずが司会を務め、大物ゲストとトークを行う特別番組である。

## 出演者

### 司会
- 爆笑問題（田中裕二・太田光）
- さまぁ〜ず（大竹一樹・三村マサカズ）

### ゲスト
第1弾
- 三谷幸喜
- 香取慎吾（SMAP）
- 米倉涼子
- 堀北真希

第2弾
- バナナマン&次長課長&ブラックマヨネーズ
- 長谷川潤
- 向井理&溝端淳平
- 井上真央

## スタッフ

### 第2弾時点
- 構成：北本かつら、くらなり、石坂伸太郎、田中大祐、利光宏治、清水寛生、山川俊司/秋葉高彰、たかはC
- TM：金澤健一
- TD：坂口司
- CAM：水間淳一
- VE：水谷享介
- AUD：小澤義春
- MIX：藤井勝彦
- PA：葉桐慶次
- LD：伊倉邦夫
- 照明：今井尚人
- 美術：三須明子
- 美術制作：安川毅
- 装置：谷平真二
- 操作：牧ヶ谷純二
- 電飾：斎藤貴之
- 装飾：田村健治
- 植木装飾：吉野敏晴
- 持道具：貞中照美
- 衣裳：原口恵里
- メイク：アートメイク・トキ
- CG：三宅大介（森三平）
- 編集：栗原康幸（オムニバス・ジャパン）
- MA：水落洋一郎（オムニバス・ジャパン）
- 音効：松田創（Thee BLUEBEAT）
- TK：木下いずみ
- デスク：木村喜代子
- 編成：秤淳一郎
- 宣伝：石田孝宏
- 営業：松本健一
- AD：高岡猛、小坂知子
- AP：金子三枝、福島千紘、岬千鶴
- ディレクター：藤原将人、佐藤三生、中田麻紀子、及川慶
- 総合演出：橋口洋之、水口智就
- プロデューサー：刀根鉄太、喜瀬川恵子、千田都
- チーフプロデューサー：大久保竜
- 制作協力：極東電視台
- 製作著作：TBS